# Éliminatoires du Championnat d'Europe de football 2004, groupe 5
Cet article donne le calendrier, les résultats des matches ainsi que le classement du groupe 5 des éliminatoires de l'Euro 2004.

## Classement
| Rang | Équipe     | Pts | J | G | N | P | Bp | Bc | Diff |  | Résultats (▼ dom., ► ext.) |     |     |     |     |     |
| ---- | ---------- | --- | - | - | - | - | -- | -- | ---- |  | -------------------------- | --- | --- | --- | --- | --- |
| 1    | Allemagne  | 18  | 8 | 5 | 3 | 0 | 13 | 4  | +9   |  | Allemagne                  |     | 2-1 | 3-0 | 1-1 | 2-1 |
| 2    | Écosse     | 14  | 8 | 4 | 2 | 2 | 12 | 8  | +4   |  | Écosse                     | 1-1 |     | 2-1 | 1-0 | 3-1 |
| 3    | Islande    | 13  | 8 | 4 | 1 | 3 | 11 | 9  | +2   |  | Islande                    | 0-0 | 0-2 |     | 3-0 | 2-1 |
| 4    | Lituanie   | 10  | 8 | 3 | 1 | 4 | 7  | 11 | -4   |  | Lituanie                   | 0-2 | 1-0 | 0-3 |     | 2-0 |
| 5    | Îles Féroé | 1   | 8 | 0 | 1 | 7 | 7  | 18 | -11  |  | Îles Féroé                 | 0-2 | 2-2 | 1-2 | 1-3 |     |

## Résultats et calendrier
| 7 septembre 2002 | Îles Féroé                 | 2 - 2 | Écosse                     | Svangaskarð, Toftir                          |                                              |
|                  | Petersen 7e · Petersen 13e |       | 62e Lambert · 83e Ferguson | Spectateurs : 4 200 Arbitrage : Jacek Granat | Spectateurs : 4 200 Arbitrage : Jacek Granat |

| 7 septembre 2002 | Lituanie | 0 - 2 | Allemagne                            | Stade S.-Darius-et-S.-Girėnas, Kaunas       |                                             |
|                  |          |       | 27e Ballack · 59e (csc) Stankevičius | Spectateurs : 8 244 Arbitrage : Graham Poll | Spectateurs : 8 244 Arbitrage : Graham Poll |

| 12 octobre 2002 | Islande | 0 - 2 | Écosse                   | Laugardalsvöllur, Reykjavik                |                                            |
|                 |         |       | 6e Dailly · 63e Naysmith | Spectateurs : 7 056 Arbitrage : Alain Sars | Spectateurs : 7 056 Arbitrage : Alain Sars |

| 12 octobre 2002 | Lituanie                                 | 2 - 0 | Îles Féroé | Stade S.-Darius-et-S.-Girėnas, Kaunas         |                                               |
|                 | Ražanauskas (en) 23e (pen.) · Poškus 37e |       |            | Spectateurs : 1 200 Arbitrage : Dejan Delević | Spectateurs : 1 200 Arbitrage : Dejan Delević |

| 16 octobre 2002 | Allemagne                     | 2 - 1 | Îles Féroé          | AWD-Arena, Hanovre                          |                                             |
|                 | Ballack 2e (pen.) · Klose 59e |       | 45e (csc) Friedrich | Spectateurs : 36 628 Arbitrage : Dani Koren | Spectateurs : 36 628 Arbitrage : Dani Koren |

| 16 octobre 2002 | Islande                           | 3 - 0 | Lituanie | Laugardalsvöllur, Reykjavik                       |                                                   |
|                 | Helguson 50e · Guðjohnsen 61e 74e |       |          | Spectateurs : 3 513 Arbitrage : Grzegorz Gilewski | Spectateurs : 3 513 Arbitrage : Grzegorz Gilewski |

| 29 mars 2003 | Allemagne  | 1 - 1 | Lituanie             | Frankenstadion, Nuremberg                                    |                                                              |
|              | Ramelow 7e |       | 72e Ražanauskas (en) | Spectateurs : 40 754 Arbitrage : Victor José Esquinas Torres | Spectateurs : 40 754 Arbitrage : Victor José Esquinas Torres |

| 29 mars 2003 | Écosse                  | 2 - 1 | Islande        | Hampden Park, Glasgow                         |                                               |
|              | Miller 12e · Wilkie 71e |       | 49e Guðjohnsen | Spectateurs : 37 938 Arbitrage : René Temmink | Spectateurs : 37 938 Arbitrage : René Temmink |

| 2 avril 2003 | Lituanie                    | 1 - 0 | Écosse | Stade S.-Darius-et-S.-Girėnas, Kaunas          |                                                |
|              | Ražanauskas (en) 74e (pen.) |       |        | Spectateurs : 8 244 Arbitrage : Fritz Stuchlik | Spectateurs : 8 244 Arbitrage : Fritz Stuchlik |

| 7 juin 2003 | Islande                          | 2 - 1 | Îles Féroé   | Laugardalsvöllur, Reykjavik                   |                                               |
|             | Sigurðsson 51e · Guðmundsson 90e |       | 63e Jacobsen | Spectateurs : 6 038 Arbitrage : Miroslav Liba | Spectateurs : 6 038 Arbitrage : Miroslav Liba |

| 7 juin 2003 | Écosse     | 1 - 1 | Allemagne | Hampden Park, Glasgow                             |                                                   |
|             | Miller 69e |       | 22e Bobic | Spectateurs : 48 047 Arbitrage : Domenico Messina | Spectateurs : 48 047 Arbitrage : Domenico Messina |

| 11 juin 2003 | Îles Féroé | 0 - 2 | Allemagne             | Tórsvøllur, Tórshavn                         |                                              |
|              |            |       | 89e Klose · 90e Bobic | Spectateurs : 6 130 Arbitrage : Jan Wegereef | Spectateurs : 6 130 Arbitrage : Jan Wegereef |

| 11 juin 2003 | Lituanie | 0 - 3 | Islande                                           | Stade S.-Darius-et-S.-Girėnas, Kaunas           |                                                 |
|              |          |       | 60e Guðjónsson · 71e Guðjohnsen · 90e Hreiðarsson | Spectateurs : 6 500 Arbitrage : Sorin Corpodean | Spectateurs : 6 500 Arbitrage : Sorin Corpodean |

| 20 août 2003 | Îles Féroé   | 1 - 2 | Islande                              | Tórsvøllur, Tórshavn                                       |                                                            |
|              | Jacobsen 65e |       | 6e Guðjohnsen · 70e Marteinsson (en) | Spectateurs : 3 416 Arbitrage : Eduardo Iturralde González | Spectateurs : 3 416 Arbitrage : Eduardo Iturralde González |

| 6 septembre 2003 | Islande | 0 - 0 | Allemagne | Laugardalsvöllur, Reykjavik                   |
|                  |         |       |           | Spectateurs : 7 065 Arbitrage : Graham Barber |

| 6 septembre 2003 | Écosse                                | 3 - 1 | Îles Féroé   | Hampden Park, Glasgow                          |                                                |
|                  | McCann 8e · Dickov 45e · McFadden 73e |       | 35e Johnsson | Spectateurs : 40 901 Arbitrage : Darko Čeferin | Spectateurs : 40 901 Arbitrage : Darko Čeferin |

| 10 septembre 2003 | Îles Féroé | 1 - 3 | Lituanie                                    | Svangaskarð, Toftir                           |                                               |
|                   | Olsen 42e  |       | 22e 57e Morinas (en) · 88e Vencevičius (en) | Spectateurs : 2 175 Arbitrage : Edo Trivkovic | Spectateurs : 2 175 Arbitrage : Edo Trivkovic |

| 10 septembre 2003 | Allemagne                      | 2 - 1 | Écosse     | Westfalenstadion, Dortmund                    |                                               |
|                   | Bobic 26e · Ballack 50e (pen.) |       | 60e McCann | Spectateurs : 67 000 Arbitrage : Anders Frisk | Spectateurs : 67 000 Arbitrage : Anders Frisk |

| 11 octobre 2003 | Allemagne                            | 3 - 0 | Islande | AOL Arena, Hambourg                              |                                                  |
|                 | Ballack 9e · Bobic 59e · Kurányi 79e |       |         | Spectateurs : 50 821 Arbitrage : Valentin Ivanov | Spectateurs : 50 821 Arbitrage : Valentin Ivanov |

| 11 octobre 2003 | Écosse       | 1 - 0 | Lituanie | Hampden Park, Glasgow                           |                                                 |
|                 | Fletcher 70e |       |          | Spectateurs : 50 343 Arbitrage : Claude Colombo | Spectateurs : 50 343 Arbitrage : Claude Colombo |